# Рудник Поро
Рудник Поро — гірничодобувний майданчик у Меланезії на острові Нова Каледонія (заморське володіння Франції).
Розробка покладів нікелю в районі Поро почалась ще в 1890-му та тривала до 1982 (за нішими даними — 1983) року, коли рудник закрили на тлі несприятливої економічної ситуації. Проєктом опікувалась найвідоміша новокаледонська гірнича компанія Société le Nickel (SLN).
Гірничий центр Поро використовував традиційний для Нової Каледонії відкритий спосіб видобутку та охоплював ряд копалень (кар'єрів). Так, відомо про існування на початку 1900-х копальні «Fathma», тоді як в сучасний період діяли копальні «Française» та «Bonini».
Згодом SLN відновила діяльність «Française» в межах проєкту гірничої школи Centre de Formation Territorial des Métiers de la Mine et des Carrières (CFTMC). Що стосується «Bonini», то цю копальню передали в оренду компанії Mai Kouaoua Mines (MKM), що діє через дочірню структуру Société Minière de Poro. Видобуток з «Bonini» відновився у 2000 році та первісно охоплював лише латеритову руду, яку відправляли на експорт до Австралії. У 2005-му також узялись за продукування сапролітової руди. Наразі близько 80 % продукції відправляється на експорт, тоді як приблизно 20 % споживає належний SLN металургійний завод в Доніамбо.
Як зазначено на сайті MKM, у 2021 та 2022 році було відвантажено 400 та 420 тисяч тонн руди відповідно, при цьому саме «Bonini» є головним продуцентом в гірничому центрі Поро.